# لومینول
لومینال (به انگلیسی: Luminol) با فرمول شیمیایی C8H7N3O2 یک ترکیب شیمیایی با شناسه پاب‌کم 10638 است. که جرم مولی آن ۱۷۷٫۱۶ گرم بر مول می‌باشد. این ماده به صورت پودر زرد رنگ یا بلور های ریز یافت می شود. این ماده با اکسایش خود خاصیت نورتابی شیمیایی از خود نشان می دهد. از این ماده در آشکار سازی صحنه های جرم استفاده می شود.

## تولید
از واکنش ۳- نیتروفتالیک اسید با هیدرازین و تولید ۳-نیتروفتالهیدرازید و کاهش آن با استفاده از عوامل کاهنده ای چون سدیم دی تیونیت ۳- آمینوفتالهیدرازید (لومینول) تولید می شود.

## خواص جالب
هنگامی که محلول رقیق این ماده در آب با اکسنده ای همچون واتکس (نیاز به کاتالیزور ندارد) یا هیدروژن پرکسید (نیاز به کاتالیزور دارد) مخلوط شود نور زیبای آبی تولید می گردد. همچنین می توان این ماده را در یک حلال کاملاً ناقطبی مانند کربن دی سولفید (که اکسیژن را به خوبی در خود حل می کنند) حل کرد و با هم زدن و اضافه کردن سدیم هیدروکسید (که در آن حل نمی شود) نور سبزرنگ زیبایی تولید می گردد. به این خاصیت جالب که طی واکنشی شیمیایی نور تولید می‌شود نورتابی شیمیایی می گویند.